# Malatesta da Verucchio
Malatesta (I) da Verucchio (1212–1312) fue el fundador de la dinastía italiana Malatesta y un famoso condottiero. Nació en Verucchio. Era el hijo de Malatesta (I) della Penna (1183-1248).

## Biografía

### La fase gibelina
Malatesta explotó hábilmente las relaciones matrimoniales para fortalecer su poder. Se casó con Concordia dei Pandolfini, hija del vizconde imperial Enrighetto. Además de garantizarle un papel importante dentro de la facción gibelina, en 1239 se convirtió en podestà gibelino de Rímini, el matrimonio le proporcionó como dote varias posesiones en el sur de Romaña.

### La fase güelfa
En 1248, tras la derrota de Federico II en la batalla de Parma, cambió de bando, adhiriéndose al partido güelfo. Los lazos impuestos por el parentesco con los Parcitadi no impidieron que Malatesta. promoviera e implementara, junto con Taddeo da Montefeltro, Ramberto di Giovanni Malatesta y los condes de Carpegna, el regreso a Rímini, en mayo de 1248, del güelfo Gambacerra, expulsado ocho años antes por la facción gibelina. Desde entonces fue el exponente güelfo más significativo de Romaña. Para fortalecer las nuevas alianzas, aprovechando la muerte de su primera esposa Concordia, hacia 1263, contrajo nuevo matrimonio con Margherita Paltenieri, sobrina del legado apostólico de las Marcas. Si bien la orientación política de Malatesta sufrió varios cambios con el paso del tiempo, la lógica con la que planeó las alianzas matrimoniales de toda la familia se mantuvo constante en el tiempo. Margherita, nieta del poderoso cardenal Simone dei Paltanieri, entonces rector y legado apostólico en la Marca y en el Ducado de Spoleto, representó así un paso más en el proceso de afirmación de la familia. El matrimonio, acordado en julio de 1266 y consumado poco después, aseguró a Malatesta, además de la enorme suma de 2456 liras como dote de su esposa, también la dirección del güelfismo local en el que había luchado activamente en los años anteriores, participando personalmente en la lucha antisueba dirigida por Carlos de Anjou. El antagonismo con los Montefeltro le permitió forjar alianzas con otras familias güelfas que luchaban con Guido da Montefeltro, jefe de los gibelinos de Romaña, como los da Polenta. También en este caso la alianza política se fortaleció con un matrimonio: en este caso el de su hijo mayor Giovanni, conocido como Gianciotto y Francesca da Polenta.
Debido a la fama adquirida en la lucha contra los gibelinos, fue llamado por la familia boloñesa güelfa de los Geremei para apoyar la lucha contra la facción gibelina rival de los Lambertazzi y en 1275 ocupó el cargo de capitano del popolo en Bolonia. Más tarde fue designado por Carlos I de Anjou como vicario papal en Florencia.
En 1295 se proclamó señor de Rímini, decretando la expulsión de todas las familias gibelinas rivales.

### Muerte
Murió centenario en 1312 después de dictar detalladas disposiciones testamentarias. Segismundo hizo deponer sus restos, junto con los de sus otros antepasados, en el Arca degli Antenati e dei Descendenti, obra de Agostino di Duccio, en la iglesia de Rimini de San Francesco, en el Templo Malatestiano.

### Linaje
Tuvo una abundante descendencia de dos matrimonios. La hipótesis de una tercera esposa ha sido negada por todos los historiadores malatestianos, empezando por Massera, un error que habría resultado de una mala traducción de un documento latino: era una casa, no una consorte, la que Malatesta adquirió, en 1230, de Guglielmo por Arrighetto. Sin embargo, según Litta, era hija de Guglielmo di Enrichetto .
Sin embargo, la identidad de la madre de Rengarda es incierta y sería la primogénita de Concordia. En algunos árboles genealógicos de la Malatesta Rengarda ni siquiera se menciona.
De su primera esposa, Concordia dei Pandolfini de Vicenza, (1248), tuvo cinco hijos:
- Rengarda (murió antes de 1312)[15]
- Malatestino (m. 1317)
- Giovanni conocido como Gianciotto (m. 1304)
- Pablo (m. 1285)
- Ramberto (m. 1298), religioso.

De la segunda esposa, Margherita Paltenieri de Monselice, (1266), nacieron tres herederos:
- Magdalena, casada con Bernardino da Polenta
- Simona, casada con Marco Ranieri
- Pandolfo (m. 1326).

## En la literatura
Malatesta es nombrado por Dante en la Divina Comedia como el "viejo Mastín" (Infierno XXVII vv. 46-48), junto a su hijo Malatestino I, el "nuevo Mastín". Dante recuerda que los dos hicieron encarcelar y matar a Montagna di Parcitadi, jefe de la facción gibelina de Rímini, en 1295.

E il Mastin Vecchio e il Nuovo, che fecer di Montagna il mal governo, là dove soglion fan d'i denti succhio.

Malatestino I fue responsabilizado por Alighieri del asesinato de los dos mejores de Fano (Infierno XXVIII, vv. 76-84). Pero el episodio más famoso que lo vincula a la Divina comedia es en realidad el de Paolo y Francesca (Infierno V, vv. 73-142) que trata de la relación entre su hijo Paolo y su cuñada Francesca da Polenta, ambos asesinados por su esposo Gianciotto, hermano de Paolo.